# Clasa Atago
Clasa Atago este un tip de distrugător al forțelor maritime de autoapărare japoneze construite de Mitsubishi Heavy Industries. Navele sunt derivate din precedenta clasa Kongō.

## Nave similare
- Clasa Álvaro de Bazán  Spania
- Clasa Arleigh Burke  Statele Unite ale Americii
- Clasa Daring Type 45  Regatul Unit
- Clasa FREMM  Franța/ Italia
- Clasa Horizon  Franța/ Italia
- Clasa Sejong the Great  Coreea de Sud